# Ion Agarbiceanu
Ion Agarbiceanu, romunski pisatelj, * 12. september 1882, † 28. maj 1963, Cluj.
Pisal je psihološko in moralično prozo, polno človečnosti in duha ljudske modrosti.

## Dela
- Starka Fefeleaga - 1909
- Stric Nikola - 1910
- Glas bolečine - 1910
- Človek s kratkim življenjem - 1910
- Nadangeli - 1914